# Singapura (lied)
Singapura is een single van Sandra Reemer.
Het is een loflied op de stadstaat Singapore, zonnig eiland in de zon. Het lied is geschreven of vertaald door John Möring. Er zijn zowel uitvoeringen bekend in het Engels als in het Maleis. De uitvoering door Sandra Reemer heeft enige bekendheid in Singapore. De B-kant Adilah Tjipäan Duniaku was de Maleise versie van Sandra’s hitje Al di là. Er waren nog geen hitparades in Nederland, dus verkoopcijfers zijn niet bekend.
Sandra Reemer werd op de voet gevolgd door Ilonka Biluska in 1963, die zich op een uitgave van Decca Records liet begeleiden door het orkest van Jack Bulterman. Daarop volgde in datzelfde jaar Imca Marina, die het eerst als A-kant uit gaf (Singapoera met Taboe) en vervolgens als B-kant van haar single Über den Wolken ist Sonnenschein. Die laatstgenoemde werd een bescheiden hit voor Imca Marina.
Sandra Reemer

Al di là · Stille nacht, heilige nacht · 'k Zweef aan m'n ballonnetje · Gloria, gloria · Sluimer zacht · Singapura · Hoe leit dit kindeke · Mijn gitaar · Kopi susu · Als jij maar wacht · Een bos rozen · Heimwee · Mijn concert · Teddy song · Jij vergeet · Since you have gone · (I've got) A love like a rainbow · Simon Zealotes · Love me, honey · The party's over · Trust in me · This is your heartbeat · How little we know · Colorado · Nothing's gonna change · It hurts to be in love · America here I come · Indonesia · Get it on · Rien ne va plus · Fly like an angel · Gold · All out of love · Sleep with me tonight · Laughter in the rain · Goodnight, sweetheart, goodnight · Smoke gets in your eyes · La colegiala · For your love · He was the one · Love is cruel · Domenica · The last goodbye · Mensen zoals jij · Kom naar me toe · Alles wat ik wil · Een boom voor het leven · De mooiste droom is vogelvrij
Sandra en Andres

Storybook children · Somethin' in my heart · For the first time in my life · Reach for the moon · Let us pray together · Love is all around · Those words · Que je t'aime · Mary Madonna · Als het om de liefde gaat · Mama mia · Auntie · Aime-moi · Dzjing boem! · True love · You believed · Oh, nous sommes très amoureux
Dutch Divas

Work that body · From New York to L.A.